# 聖埃萊納 (巴拉圭)
聖埃萊納（西班牙語：Santa Elena），是巴拉圭的城鎮，位於該國中部，由科迪勒拉省負責管轄，距離亞松森101公里，面積112平方公里，2002年人口5,703，人口密度每平方公里50.92人。

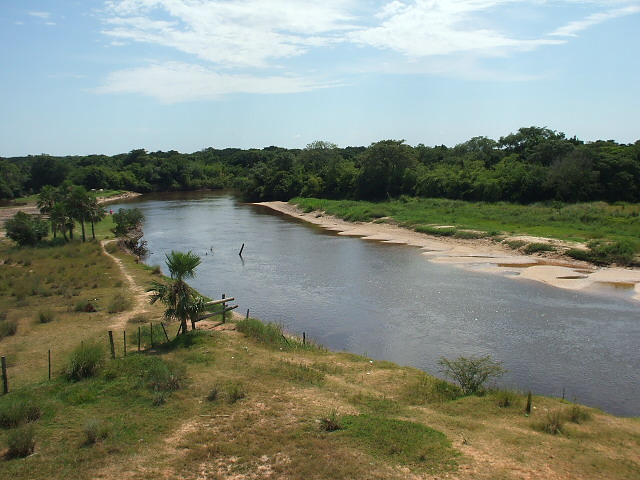